# Manco Kapac
Manco Kapac é uma província da Bolívia localizada no departamento de La Paz, sua capital é a cidade de Copacabana.